# Christmas with Weezer
Christmas with Weezer (em português: Natal com os Weezer) é um EP lançado pela banda americana de rock alternativo Weezer a 16 de Dezembro de 2008, pelas editoras DGC / Interscope.
As seis faixas foram gravadas originalmente para o jogo da iPhone OS denominado Christmas with Weezer. As versões da Tap Tap destas músicas não possuem os vocais de apoio encontradas nas versões lançadas e nas diferentes misturas.

## Visão Global
A aplicação Tapolous é um jogo similar ao Rock Band ou Guitar Hero e apresenta o cover dos Weezer a seis músicas natalícias. As músicas são descritas na nota para a imprensa como "funky mas autênticas". As músicas "Pork and Beans" e "The Greatest Man That Ever Lived (Variations on a Shaker Hymn)" do The Red Album são também adicionadas à lista de músicas. O jogo apresenta um "Kids Mode", no qual a pontuação aumenta em qualquer local que o jogador pressione no ecrã.

## Processo de gravações
A ideia de gravar músicas para a aplicação iPhone de nome Tap Tap Revenge veio de Patrick Wilson, ele próprio dono de um dos dispositivos. As gravações são únicas para os Weezer devido ao facto de todas as guitarras e baterias serem desempenhadas por Wilson. Assume-se que o baixista dos Weezer, Scott Shriner, tocou baixo. Uma fotografia publicada em Novembro de 2008 em weezer.com com Wilson e Shriner num Starbucks quando as gravações deveriam ter sido feitas pode ter confirmado este facto. Mais tarde, o vocalista Rivers Cuomo gravou os vocais principais separadamente. Depois da aplicação ter sido lançada, foram realizadas melhorias adicionais às músicas e estas foram relançadas online como um EP digital. As novas versões foram remisturadas e contêm agora harmonias vocais a partir do guitarrista Brian Bell, vocais principais alteradas por Cuomo (removendo algum do ruído extensivo) e pandeireta adicionada em "Silent Night".

## Lançamento físico
Até à data, apenas uma música deste EP foi lançada na forma física. "O Come All Ye Faithful" surge na compilação de músicas natalícias de 2009 JDRF's Hope For The Holidays. Contudo, a música acabou por ser uma versão mais fraca que não possui qualquer vantagem sobre o lançamento digital. Ficheiros FLAC soltos podem ser obtidos no website francês qobuz.com.

## Lista de Faixas e Modos de Jogo

### Lista de Faixas
| N.º            | Título                          | Compositor(es)                | Duração |  |
| 1.             | "We Wish You a Merry Christmas" | —                             | 1:26    |  |
| 2.             | "O Come All Ye Faithful"        | D. João IV, John Francis Wade | 2:04    |  |
| 3.             | "O Holy Night"                  | Adolphe Adam                  | 4:04    |  |
| 4.             | "The First Noel"                | —                             | 2:22    |  |
| 5.             | "Hark! The Herald Angels Sing"  | Charles Wesley                | 1:32    |  |
| 6.             | "Silent Night"                  | Franz Xaver Gruber            | 2:22    |  |
| Duração total: | Duração total:                  | Duração total:                | 12:49   |  |

### Modos de Jogo
| Título da música                   | Fácil/Crianças | Médio | Difícil |
| ---------------------------------- | -------------- | ----- | ------- |
| "O Come All Ye Faithful"           | Sim            | Sim   | Sim     |
| "We Wish You A Merry Christmas"    | Sim            | Sim   | Sim     |
| "Silent Night"                     | Sim            | Sim   | Sim     |
| "Hark The Herald Angel Sings"      | Sim            | Sim   | Sim     |
| "O Holy Night"                     | Sim            | Sim   | Sim     |
| "The First Noel"                   | Sim            | Sim   | Sim     |
| "Pork And Beans"                   | Não            | Não   | Sim     |
| "The Greatest Man That Ever Lived" | Não            | Não   | Sim     |

## Posições nas Tabelas

### Álbum
| País - Tabela                  | Melhor posição |
| ------------------------------ | -------------- |
| Estados Unidos - Billboard 200 | 173            |

## Pessoal
- Rivers Cuomo — guitarra principal, vocalista
- Patrick Wilson — bateria
- Brian Bell — guitarra, vocalista de apoio
- Scott Shriner — baixo, vocalista de apoio